# 전주 극락암 목조여래좌상
전주 극락암 목조여래좌상(全州 極樂庵 木造如來坐像)은 대한민국 전북특별자치도 전주시 극락암에 있는 조선시대의 불상이다. 2000년 3월 31일 전라북도의 문화재자료 제151호로 지정되었다.

## 개요
이 불상은 50여 년 전부터 극락암에 보존되어 있었던 석가여래상으로, 근래 새로 금칠하여 이곳에 봉안하고 있다. 고개를 앞으로 숙인 채 책상다리를 하고 앉아 있는 모습인데, 단정한 신체와 안정된 자세 등 조선후기 불상의 특징을 보여준다. 얼굴은 사각형에 가까우면서도 온화한 인상이다. 이목구비 역시 단아한데, 가늘고 길게 뜬 눈, 아담한 코, 단정하게 다문 입, 짧은 턱 등이 돋보인다. 옷차림새는 두 어깨를 모두 가린 형식을 취하고 있다. 이 불상은 양식적 특징으로 보아 17세기경의 작품으로 보인다.

## 참고 자료
- 극락암목조여래좌상 - 국가유산청 국가유산포털